# 小泉瑠美
小泉 瑠美（こいずみ るみ、1989年3月24日 - ）は、日本の女優、タレント。東京都出身。旧芸名は長谷川 るみ（はせがわ るみ）。RMP所属。元「アイドリング!!!」の創設メンバー。

## 略歴
渋谷を歩いていた際にスカウトを受け、ビスケットエンターティメント（ワタナベエンターテインメント系列）に所属。
2005年、週刊ヤングサンデーのグラビアアイドル企画「YS乙女学院」に参加し、アイドルとして芸能活動を開始した。

### アイドル時代

#### NO KISS
2006年、アイドルデュオ『NO KISS』のメンバーとして、シングル「BIRTHDAY KISS」でインディーズデビュー。しかし、本人曰く「相方（大島みづき）が突然いなくなった」ことが原因で、ほとんど活動のないままグループは消滅した。

#### アイドリング!!!
2006年、10月に結成された『アイドリング!!!』に2号として加入（イメージフラワーはたんぽぽ）。翌年、シングル「ガンバレ乙女（笑）/friend」でCDデビュー。
2008年、グループ内ユニットの『ギザギザアイドリング!!!』に参加し、「犯人はあなたです♡/NA・GA・RA」をリリース。同年末、体調不良により番組や「HOT☆FANTASY ODAIBA」等のイベントを長期欠席。
2009年1月18日に行われた「アイドリング!!! 4th LIVE 何かが起こる予感が…ング!!!」において、アイドリング!!!卒業を発表。本人の意思もあり卒業の事前告知は一切なく、アンコールのみの参加となった。卒業セレモニーの中で、健康上の問題から番組やイベントの欠席が増え、メンバーやスタッフ、ファンに「これ以上迷惑をかけられない」と考えた結果、卒業を決断したことを明かした。
2013年1月、アイドリング!!!の1期生同窓会企画「はちたまライブ2013 presents 一期生再会の日SP!!!」に参加。
2015年3月、同年秋に活動停止するアイドリング!!!の件について「自身の原点であり、そこを通って現在に至っている。みんなには、感謝の気持ちで一杯です」とコメント。

### 女優に転身
アイドリング!!!卒業後も個人での芸能活動を続けていたが、2009年7月より1年間芸能活動を休止し、翌年3月をもって「ビスケットエンターティメント」を退所。
2011年12月、芸名を「長谷川瑠美」と改め、「トライストーン・エンタテイメント」に所属。女優として本格的に芸能活動を再開した。
2012年8月、舞台『ファミリー・ウォーズ』で初主演。10月、ドラマ『ガールズトーク〜十人のシスターたち〜』にレギュラー出演。出演映画『ツナグ』が上映。
2013年2月、上記のテレビドラマ『ガールズトーク〜十人のシスターたち〜』の企画として限定発売されたシングル「抱かないで、シスター」に、役名の「白の北斗」名義で参加。事実上3度目のCDデビューを果たした。4月、芸名を「長谷川るみ」表記に改める。7月、舞台『ぼくんち』で主演。
2014年8月、今田耕司×鈴木おさむ 第5弾舞台『AVM』に出演。10月、スペシャルドラマ『ヒガンバナ〜女たちの犯罪ファイル』に出演。
2015年3月、舞台『進め! 春川女子高校』でアイドリング!!!時代の同僚・加藤沙耶香と共演。6月、時代劇ドラマ『水戸黄門 スペシャル』に出演。7月、大河ドラマ『花燃ゆ』に出演。12月、スペシャルドラマ『ダマシバナシ』に出演。
2016年9月、出演映画『クハナ!』が上映。10月、アイドリング!!!時代の共演者 バカリズム脚本のドラマ『黒い十人の女』に出演。11月、主演映画『愛∞コンタクト』が全国上映。出演舞台『口紅』が上演。
2017年9月、刑事ドラマ『警視庁・捜査一課長』に出演。
2018年3月、契約満了にて「トライストーン・エンタテイメント」を退所。4月、刑事ドラマ『十津川警部シリーズ 5』に出演。
2022年4月、「小泉瑠美」名義に復名し、約2年ぶりにInstagramを更新。また、LINELIVEで専属ライバーとしてほぼ毎日20:30～22:00にLIVE配信している。10月には朗読劇にて女優業を再開。

#### タレント活動
女優転身後も断続的ではあるが、タレント活動も続けている。
2006年12月、1stDVD『つぼみ』をリリース。
2008年2月、1st写真集『るみ姫!!!』を刊行。
2009年1月、2ndDVD『お姫様の休日』をリリース。6月、3rdDVD『天使と小悪魔メイド』をリリース。
2014年1月、トーク番組『アウト×デラックス』に出演。4月、バラエティ番組『ワオ』にレギュラー出演。10月、バラエティ番組『痛快TV スカッとジャパン』に出演。
2017年10月、『陸海空 地球征服するなんて「ラブアース」編』にレギュラー出演。12月、『にじいろジーン』に客演。
2018年5月、地上波NGで1回しか放送されなかった『陸海空 地球征服するなんて「ラブアース」編』が、AbemaTVにて放送開始。6月、トーク番組『猫舌SHOWROOM』(木曜日回) に期間限定のレギュラー出演。9月、ソロの楽曲「子供が欲しい」を配信。10月、「ラブアース」が好評につきシーズン2が制作され、主力キャストとして参加。

## 人物
趣味は映画鑑賞、観葉植物収集、パワーストーン収集。特技はピアノ、歌。
旧芸名時代の愛称「ズミさん」は、アイドリング!!!の同期メンバーであった滝口ミラが呼び始め浸透したもの。改名後に参加したアイドリング!!!のイベントでは、当時を知るメンバーや番組MCのバカリズムなどから「ガワさん」と呼ばれた。年下メンバーや後輩メンバーからは、「るみ姉」と呼ばれることもある。
喜怒哀楽が激しい性格で、情に脆く、街で見かけた光景から想像を巡らせて泣いてしまうこともあるという。同じアイドリング!!!メンバーとして2年半を共に過ごした滝口ミラは、「いつも本音で、自分の思ったことをそのままストレートに言動する」と評している。それは、一般向けの人気バラエティ番組『陸海空 地球征服するなんて「ラブアース」編』にレギュラー出演した際にも露呈し、番組サイドから「クレイジー女優」とも呼ばれた。

### エピソード
活動休止後に女優を志してからは、アイドルグループ『Folder5』の活動休止後に地道な活動を続け本格派女優へ転身を遂げた満島ひかりの姿に感銘を受け、アイドル活動については「もう辞めたこと。諦めるならきっぱりしたいし、ズルズルやっていたくない。格好悪い（中途半端に続ける）ことはしたくない」と語っている。一方でアイドル自体を否定している訳ではなく、アイドリング!!!時代の活動は「すごく今（の女優活動）に役立っている」とも語っており、「アイドリング!!!（のオーディション）に受かったことをとても感謝しているし、アイドリング!!!に恥じないように、これからも頑張って活動していかなきゃいけない」とも述べている。満島の他にも小泉今日子など、自身と同様にアイドルから転身した女優の出演作をよく観て勉強しているという。
既に女優へ転身していたこともあり、2013年1月18日に開催されたアイドリング!!!の1期生集結イベント『アイドリング!!!はちたまライブ2013 presents 1期生再会の日SP』には、自身はVTR出演に止どまり、残りの1期生8人で行われることがアナウンスされていたが、本番中、プロデューサーの門澤清太と共に自転車に乗ってサプライズ登場し、参加していたメンバーやファンから大歓声を受けた。登場を知っていた出演者はMCのバカリズムだけで、ダンスリハーサルにも一切参加していなかったため、歌詞や振り付けはうろ覚えの状態でライブをこなした。出演の際に、今のバカリズムについて印象を述べ、番組発足当初は無名の芸人であった升野(バカリズム)が、全国区の知名度になり売れた事に感銘して、自身も触発された想いを示唆していた。

### アイドリング!!!時代のエピソード
- 自由奔放で豪快な一方で、極度の心配性という一面があり、年下の横山ルリカが「守らなきゃと思ったこともある」と発言している。卒業時には、加藤が「みんなに迷惑をかけたって言ってたけど、瑠美ちゃんは私たちに迷惑いっぱいかけていい」、遠藤舞が「わがままな面もあるけどそういうところも含めて大好き」とメッセージを送っている。
- 強烈な個性とカリスマ、ルックスや歌唱力はメンバーの羨望の的でもあり、滝口ミラ、フォンチー、横山ルリカ、酒井瞳といった年下のメンバーは小泉を憧れの存在と語っていた[22][23]。モーニング娘。（当時）の田中れいなも、アイドリング!!!の好きだったメンバーとしてその名前を挙げていた[24]。

## 作品

### 音楽
NO KISS
- シングル「BIRTHDAY KISS」（2006年3月23日、PINK TORNADO）

アイドリング!!!
シスターフィーチャリング天一 （白の北斗）
- シングル「抱かないで、シスター」（2013年2月24日、ダイキサウンド）

配信曲
- 「子供が欲しい」（2018年9月26日）

### 映像
イメージビデオ
- つぼみ（2006年12月22日、リバプール）
- お姫様の休日（2009年1月30日、リバプール）
- 天使と小悪魔メイド（2009年6月12日、リバプール）

### 写真集
- るみ姫!!!（2008年2月22日、ワニブックス）

## 出演

### テレビドラマ
- ザ・ヒットパレード〜芸能界を変えた男・渡辺晋物語〜（2006年5月27日、フジテレビ） - 藤村美樹（キャンディーズ） 役
- ミュードラ（ミュージック+ドラマ）「愛すべき人」（2007年6月 - 12月、フジテレビ721・739） - 女子高生 役
- 戦国★男士 第19閃（2012年2月4日、テレビ神奈川）
- ガールズトーク〜十人のシスターたち〜（2012年10月2日 - 2013年3月26日、テレビ朝日） - 白の北斗 役
- 金曜プレステージ 壮絶！女のミステリー第3弾 強行犯係・魚住久江〜ドルチェ2（2013年11月15日、フジテレビ） - 遥香 役
- ヒガンバナ〜女たちの犯罪ファイル（2014年10月24日、日本テレビ）
- 女はそれを許さない 第6話（2014年11月25日、TBSテレビ）
- 平成舞祭組男 第9話（2014年12月27日、日本テレビ）
- 太鼓持ちの達人〜正しい××のほめ方〜 第7話（2015年2月23日、テレビ東京）
- 水戸黄門 スペシャル（2015年6月29日、TBSテレビ）
- 大河ドラマ『花燃ゆ[10]』（2015年7月12日 - NHK総合・BSプレミアム）
- 別れたら好きな人 第31話（2015年11月9日、フジテレビ）
- ダマシバナシ（2015年12月20日、日本テレビ）
- 黒い十人の女 第2話（2016年10月6日、読売テレビ）
- 警視庁・捜査一課長（2017年5月4日、テレビ朝日） - 相原早紀 役
- Home Sweet Tokyo 第3話（2017年12月3日、NHKワールド / 12月17日、NHK総合）
- 十津川警部シリーズ 5「京都・嵯峨野殺人迷路」（2018年4月9日、TBSテレビ） - 井上美奈 役

#### 配信ドラマ
- ミュードラ「Snow celebration」（2008年1月、フジテレビオンデマンド） - 女子店員 役

#### バラエティ再現ドラマ
- 痛快TV スカッとジャパン（2014年10月20日・2015年4月21日、フジテレビ）

### 映画
- ツナグ（2012年10月6日公開、東宝）
- クハナ!（2016年9月3日公開、スターキャット）
- 愛∞コンタクト/『感電』（2016年11月5日全国公開、ニコット/ギルド） - 主演・橘泉 役
- デリバリー（2019年公開予定）

### 舞台
- EVE COMPANY『銀座の恋人たち〜君を忘れない〜』（2011年1月20日 - 23日、新宿シアターモリエール） - 凛子 役
- 天才劇団バカバッカ vol.8『ファミリー・ウォーズ』（2012年8月1日 - 5日、中野 ザ・ポケット） - 主演・赤城美香 役
- ストレイドッグ『ぼくんち』（2013年7月20日 - 21日・23日 - 28日・31日 - 8月4日、池袋シアターグリーン 他） - 主演・かの子 役
- 今田耕司×鈴木おさむ 第5弾『AVM』（2014年8月7日 - 10日、東京・俳優座劇場）
- シズ☆ゲキ旗揚げ公演『進め! 春川女子高校』（2015年3月4日 - 8日、シアターKASSAI） - 武田あゆみ 役
- サンライズプロモーション『口紅』（2016年11月9日 - 14日、赤坂RED/THEATER）
- 朗読劇『たすき』（2022年10月20日 - 23日、池袋シアターグリーンBASE THATER）

### テレビバラエティ

#### レギュラー
- アイドリング!!!（2006年10月30日 - 2008年12月23日、フジテレビ721・739・CSHD）
- アイドリング!!!日記（2007年1月10日 - 2009年1月22日、フジテレビ、フジテレビ721・739）
- ワオ（2014年4月1日 - 9月24日、フジテレビ）
- 陸海空 地球征服するなんて「ラブアース」編（2017年10月、テレビ朝日）
  - （『お願い!ランキング』内）シーズン2（2018年11月 - 12月、テレビ朝日）

#### その他
- クイズ!ヘキサゴンII[注 2]（2007年5月16日、フジテレビ）
- 超ベストハウス123 今夜は4時間史上最強生放送!!2007秋の大生プレゼン祭り（2007年9月19日、フジテレビ）
- ネプリーグ（2008年3月10日、フジテレビ）
- ラジかるッ（2008年3月25日、日本テレビ）
- ランク王国イケメン萠SP（2008年8月30日、TBSテレビ）コスプレランキングでコスプレイヤーとして出演
- ザ・シスターズ（2009年7月3日、エンタ!371）
- アウト×デラックス（2014年1月16日、フジテレビ）
- にじいろジーン（2017年12月30日、フジテレビ）

### 配信テレビ
- 姫リアンズTV（2010年8月20日、ODAIBA TV）
- バラステ・陸海空 地球征服するなんて ラブアース（2018年5月27日 - 9月2日、AbemaTV）
  - シーズン2（パイロット版2018年10月28日 、正規2018年11月 - 12月、AbemaTV）
- 猫舌SHOWROOM（SHOWROOM）
  - 木曜日（2018年6月 - 9月・11月）
  - 火曜日（2018年11月13日）

### CM
- 家庭教師のトライ「大人の家庭教師トライ」（2013年1月10日 - ）
- モンデリーズ・ジャパン「ホールズ アイスキューブ」（2013年10月10日 - ）

### ラジオ
- 朝までズミラジオ（2011年4月2日、下北FM）